# Thelma Payne
Pour les articles homonymes, voir Payne.
Thelma Payne est une plongeuse américaine née le 18 juillet 1896 à Salem et morte le 7 septembre 1988 à Laguna Niguel.

## Biographie
Thelma Payne est médaillée de bronze en plongeon sur tremplin aux Jeux olympiques d'été de 1920 à Anvers.